# Kawia górska
Kawia górska (Cavia tschudii) – gatunek gryzonia z rodziny kawiowatych spokrewniony z kawią domową. Zamieszkuje śródlądowe mokradła, lasy i użytki zielone Ameryki Południowej do wysokości 4500 m n.p.m. – w Argentynie, Boliwii, Chile i Peru. Okres życia: 1–2 lat.

## Podgatunki
Wyróżnia się sześć podgatunków kawii górskiej:
- C. tschudii arequipae Osgood, 1919
- C. tschudii festina Thomas, 1927
- C. tschudii osgoodi Sandborn, 1949
- C. tschudii sodalis Thomas, 1926
- C. tschudii stolida Thomas, 1926
- C. tschudii tschudii Fitzinger, 1857

## Zagrożenie i ochrona
Zasięg występowania gatunku ulega stałemu zmniejszaniu. Jakość siedlisk ulega systematycznemu pogarszaniu.